# Current 93
Current 93 es una banda musical experimental inglesa creada por David Tibet en 1982. Su estilo merodeó los sonidos industriales (de finales de los 70 y principios de los 80) en sus primeros trabajos, y posteriormente derivó a un sonido más melódico, preponderantemente acústico, pero con una notoria vena psicodélica/electroacústica.

## Historia
La banda es producto del trabajo de David Tibet, quien fue miembro de Psychic TV y 23 Skidoo. En 1984 lanzaron LAShTAL. De un sonido industrial y ruidoso pasaron luego por discos como No Hiding From The Blackbird (con Nurse With Wound), Nature Unveiled, Dogs Blood Rising y Nightmare Culture, donde se mantuvo este tipo de sonido para más tarde comenzar a utilizar guitarras acústicas, flautas, violines, pianos, voces más sedantes y prestando atención a que la disonancia cree la atmósfera adecuada. Llamaron a esto Apocalyptic Folk, pero no quedó ahí. La música fue mutando bastante en cada disco, abarcando no solo folk psicodélico, sino además un fuerte carácter minimalista (básicamente una frase musical es colchón para distintas intensidades que en general van a la medida de las vociferaciones armónicas/disonantes de Tibet). En general cada disco de Current 93 tiene un sonido que lo diferencia, ya sea por los instrumentos elegidos o por la temática.

## Inspiración, temática e influencias
Los textos en Current 93 poseen una temática ocultista basada en las obsesiones personales de Tibet y en su eterna búsqueda de la iluminación y de la experiencia mística. Nacido en Malasia, de padres británicos, David Tibet se vio interesado desde una temprana edad por el budismo tibetano. Ya en su adolescencia tomó contacto con los textos de Aleister Crowley (de hecho el nombre de la banda fue sacado de "93 Current" - ver Thelema), y a los 15 años fue aceptado como el miembro iniciado más joven de la OTO (Ordo Templi Orientis) con el nombre de Frater PAVO93. A fines de los años 1980, abandonó la orden, desencantado con las leyes de Thelema, a las que llegó a considerar “un callejón sin salida” y retomó su interés por el budismo tibetano, convirtiéndose en uno de los patrocinantes de las enseñanzas en el Reino Unido del lama Chimed Rigdzin Lama Rinpoche. Paralelamente, por esa misma época fue desarrollando un creciente interés en ciertos aspectos del misticismo cristiano, tomando como principales fuentes los Evangelios (tanto los "oficiales" como los apócrifos) y el Libro de las Revelaciones o Apocalipsis.
Desde los años 1990, todas sus obras están impregnadas de este espíritu cristiano y apocalíptico. En uno de los mensajes incluidos en su lista de correos se define como "obsesionado con los Evangelios, cristocéntrico, católico en algunos aspectos aunque no en todos, y fundamentalmente Escritural en otros aspectos".
Manifiesta en el mismo mensaje: "Creo que Cristo fue la única manifestación de Dios en el mundo, en el sentido específico de ser su hijo. Creo en la Inmaculada Concepción (aunque la estricta veracidad histórica de este artículo de dogma me tiene sin cuidado), la Crucifixión y la Resurrección. Creo que estamos viviendo los Últimos Días, que ya han aparecido muchos Anticristos y está a punto de aparecer el final. Creo en el Cielo y el Infierno. Siempre trato de recordar las CUATRO ÚLTIMAS COSAS: Muerte, Juicio, Cielo e Infierno. Y una QUINTA: AMOR. Siempre sentí un respeto y un amor particulares por Santa Rita, Lázaro, el Padre Pío y San Francisco de Asís. Soy un gran admirador de John Bradburne, quien espero sea beatificado pronto. Además de la Biblia y del Evangelio (apócrifo) de Santo Tomás, los escritores que más me influyeron fueron Dostoyevsky, Tolstoy, Julian of Norwich, TS Eliot, C. S. Lewis, Pascal, Bede Griffiths, Kierkegaard, y Watchman Nee (...); pero de todos ellos, Kierkegaard es el que más representa para mí".
No obstante haber renunciado al OTO, en abril de 2006, fue designado para integrar el "Gabinete" de la orden. Se trata de un órgano no deliberativo, con funciones principalmente propagandísticas, en el que se integran iniciados y no iniciados, miembros de la OTO y no miembros, respetándose las distintas filiaciones religiosas. David Tibet integra el Gabinete como no miembro.
Entre las influencias literarias, entonces, se encuentran: Kierkegaard, Dostoyevsky, Tolstoy, Julian of Norwich, TS Eliot, C. S. Lewis, Blas Pascal, Bede Griffiths, Watchman Nee , Les Chants de Maldoror (del Conde de Lautréamont), La Biblia, La Divina Comedia de Dante Alighieri, J. R. R. Tolkien, las Eddas, Hildegard von Bingen, John Dee, Heptarchia Mystica, The Thunder Perfect Mind, William Blake, John Milton, Sveinbjörn Beinteinsson (líder de la religión Ásatrú en Islandia), Rinpoche Chimed Rigdzin Lama Rinpoche, James Joyce, Thomas Ligotti, MR James (varias historias de fantasmas), The Cloud of Unknowing y el conde Eric Stenbock. David Tibet también cita para sus creaciones fuentes más "populares", como los cómics de Stan Lee para la Marvel.
Otra fuente igualmente poco pensada para sus obras es el ciclo de novelas infantiles de Noddy de la autora británica Enid Blyton, novelas ilustradas que Tibet colecciona, fascinado por el juego de luces y sombras en las ilustraciones. Su disco “Swastikas For Noddy” (1988) se basó en una visión que tuvo Tibet durante una sesión de LSD en casa de su amiga Rose Mc Dowall (de la banda Strawberry Switchblade, y frecuente colaboradora en los discos de Current 93), en la que veía a Noddy crucificado. El agregado de las esvásticas tiene que ver con que, por esa época, Tibet tenía una gran amistad con Douglas Pearce, del grupo Death in June, y como éste fue influido por temática relativa al pensamiento nazi, aunque esta influencia fue distinta dada la personalidad y formación de Tibet. Mientras Pearce buscaba una poética de la agresividad y la violencia, Tibet se dejaba influir mayormente por el libro Imperium, de Francis Parker Yockey y cierta literatura esotérica sobre temas nazis que floreció en la etapa de posguerra. Entre ellos, Savitri Devi, una europea convertida al hinduismo, quien difundió la teoría de que Hitler fue Kalki, la décima y última encarnación de Vishnú que, según el hinduismo, marcaría un lamentable signo de fin a una etapa de decadencia universal (por esos años David Tibet aclara que a pesar de ser tachado de tal, él está lejos de apoyar la ideología nazi, y que solo abarca el tema de manera no partidista, un poco lo que también aclara Douglas Pearce, pero de manera más ambigua). Estas ideas inspiraron parcialmente discos de Current 93, como Imperium, Swastikas For Noddy y Hitler As Kalki. Después de ellos, David Tibet abandonaría la amistad de Douglas Pearce al tiempo que, con su conversión al cristianismo, fue abandonando estos temas. 
En cuanto a influencias musicales, destacan los cantos religiosos, el folklore tradicional, compositores minimalistas, la balada de Tam Lin, Shirley Collins, Sand, Love, y Kaikhosru Shapuji Sorabji.
También es un gran estudioso del folk inglés de fines de los 60 y principios de los 70. Es común en la prensa musical comparar la música de Current 93 con la de The Incredible String Band, quizás por ser la banda más trascendente del folk psicodélico inglés de los '60. Sin embargo, David Tibet afirma que sólo le gusta un disco de la banda, The Hangman's Beautiful Daughter, y que prefiere a otros artistas más oscuros del mismo período. Sus referencias ayudaron a que muchos de esos músicos (como Comus, Bill Fay y Simon Finn -a quien David Tibet ayudó a difundir y a retomar su carrera musical después de 30 años-) fueran redescubiertos por la prensa y el público. Algunos de ellos fueron reeditados por el sello de Tibet, Durtro.

## Miembros
Aunque se considera al grupo como perteneciente a David Tibet, hay una gran familia detrás de Current 93. El único artista (además de David Tibet) que estuvo en prácticamente todos los trabajos de la banda fue Steven Stapleton de Nurse With Wound, salvo en los más recientes, donde el puesto de manipulador electroacústico lo toma Andrew Liles, también parte de Nurse With Wound.

Current 93 también colaboró con otros grupos como Nurse With Wound (Steven Stapleton) y Death in June.

Muchas personas colaboraron y estuvieron detrás de Current 93, entre los cuales se encuentran:

David Tibet (David Michael Bunting)

23 Skidoo, Psychic TV, Bevis Frond, Death In June, Hafler Trio, Krank, Magick Lantern Cycle, Nature & Organisation, Nurse With Wound, The Sacred Sawdust Ring, Whitehouse

Steven Stapleton (aka Babs Santini)

Nurse With Wound, Chrystal Belle Scrodd, The Hafler Trio

Douglas P. (Pearce)

Death In June, Crisis, Strength Through Joy, Kapo!

Michael Cashmore

Nature & Organisation

Rose McDowall

Strawberry Switchblade, Death In June, Spell, The Hiding Place, Sorrow

John Balance

Psychic TV, Coil, Nurse With Wound, Death In June, Lustmord, The Eskaton, Wormsine, Zos Kia, Rosa Mundi

Nick Saloman

Bevis Frond

Joolie Wood

The Hiding Place

Karl Blake

Lemon Kittens, Shockheaded Peters, British Racing, Green, Sol Invictus, The Evil Twin, The Underneath, The Reflections, Alternative TV

James Malindaine-LaFayette

John Murphy

SPK, Whitehouse, Krank, Whirlwind, Orchestra of Skin and Bone

James Alexander Mannox

Spasm

Nick Rogers

Shirley Collins

Renate Birulf

Starfish

Akiko Hada

Andrea James

Somewhere In Europe

Andy

Annie Anxiety

Crass

Asa Hlin Svavarsdottir

Bee

Getting The Fear, Inzoo

Birgir Baldursson

Björk Gudmundsdottir

The Sugarcubes, Björk

Bogomil Font

Boyd Rice

NON, Spell, Scorpion Wind

Chris Wallis

Crystale

David Kenny

David Rowlands

Diana Rogerson

Crystalle Bell Scrodd, Nurse With Wound, Shock Headed Peters, Termite Queen

Dik

Edward Ka-Spel

The Legendary Pink Dots, Tear Garden

Einar Orn

The Sugarcubes

Freya Aswynn

Gary Carey

Geoff Cox-Doree

Godkrist

HOH (Hilmar Orn Hilmarsson)

Psychic TV, Peyr, Ornamental

Harry Oldfield

Ian Read

Sol Invictus, Fire & Ice

IGS

Iggy

No Defences

James 'Foz' Foster

Monochrome Set

John Fothergill

Johnny Triumph

Keiko Yoshida

Konori Suzukiymae Suzuki

Magick Lantern Cycle

Ken Thomas

Lilith

Liz Aster

Lou

Flux Of Pink Indians

Makoto Kawagachi

Magick Lantern Cycle

Maria Enzell

Nick Cave

Nick Cave & The Bad Seeds, The Birthday Party

Peter Christopherson

Throbbing Gristle, Psychic TV, Coil

Phoebe Cheshire

Roger Smith

Ruby Tathata Wallis

Salamah binti Isa

Sam Mannox

Sarah Bradshaw

Sol Invictus

Satoru Taka

Neon Knights

Simon Norris

Starspace

Steve Ignorant

Crass

Tomas M. Tomasson

Tathata Louise Aisling Wallis

Thor Eldon

Tim Spy

Timothy d'Arch Smith

Tiny Tim (Herbert Khaury)

Tony Wakeford

Sol Invictus, Crisis, Death In June, L'Orchestre Noire

Wulf

Youth

Killing Joke

## Discografía

### 12" Singles / EP
- LAShTAL - 1984
- Nightmare Culture (con Coil bajo el pseudónimo de Sickness of Snakes) - 1985
- Happy Birthday Pigface Christus - 1987
- Crowleymass - 1987
- The Red Face Of God - 1988
- Faith's Favourites (con Nurse With Wound) - 1989
- 1888 (con Death in June) - 1990
- Lucifer Over London - 1994
- Tamlin - 1994
- Where The Long Shadows Fall (BeforeTheInmostLight) - 1995
- A Gothic Love Song - 1998
- I Have A Special Plan For This World - 2000
- Who Is The Sufferer? - 2001
- Hot Buttered Xhol - 2002
- The Seahorse Rears to Oblivion - 2002

### LP
- Nature Unveiled - 1984
- Dogs Blood Rising - 1984
- Live at Bar Maldoror - 1985
- In Menstrual Night - 1986
- Dawn - 1987
- Imperium - 1987
- Swastikas For Noddy - 1988
- Christ and the Pale Queens Mighty In Sorrow - 1988
- Earth Covers Earth - 1988
- Horse - 1990
- Looney Runes - 1990
- Island (con Hilmar Örn Hilmarsson) - 1991
- Thunder Perfect Mind - 1992
- Emblems - 1993
- Of Ruine Or Some Blazing Starre - 1994
- All The Pretty Little Horses - 1996
- Soft Black Stars - 1998
- Sleep Has His House - 2000
- Faust - 2000
- The Great in the Small - 2001

### 7"
- No Hiding From The Blackbird - 1984
- Hourglass/Rome/Fields Of Rape (En vivo) - 1989
- Time Stands Still - 1988
- She Is Dead And All Fall Down - 1989
- Summer Of Love (En vivo) - 1990
- Broken Birds - 1990
- Immortal Bird - 2000
- Calling For Vanished Faces I/This Carnival Is Dead And Gone - 2003

### Casetes
- Maldoror Est Mort (Mi-Mort) - 1983
- Nylon Coverin' Body Smotherin' - 1984
- Nature Unveiled - 1986
- Dogs Blood Rising - 1986
- Live at NL Centrum, Amsterdam 1984 - 1986

### CD
- Dogs Blood Rising - 1988
- Swastikas For Noddy - 1988
- Crooked Crosses For The Nodding God - 1989
- Christ And The Pale Queens Mighty In Sorrow - 1989
- Live at Bar Maldoror - 1990
- Looney Runes - 1990
- Island (with HOH) - 1991
- As The World Disappears... (En vivo) - 1991
- Imperium - 1992
- Nature Unveiled - 1992
- Thunder Perfect Mind - 1992
- Current 93/Death In June/Sol Invictus (En vivo) - 1992
- Earth Covers Earth - 1992
- Hitler As Kalki - 1993
- Emblems - 1993
- Of Ruine Or Some Blazing Starre - 1994
- Lucifer Over London - 1994
- In Menstrual Night - 1994
- The Fire Of The Mind - 1994
- Tamlin - 1994
- Where The Long Shadows Fall - 1995
- All The Pretty Little Horses - 1996
- When The May Rain Comes - 1996
- The Starres Are Marching Sadly Home - 1996
- Horsey - 1997
- Crowleymass (con HOH) - 1997
- In A Foreign Town, In A Foreign Land - 1997
- A Gothic Love Song - 1998
- Soft Black Stars - 1998
- Calling For Vanished Faces - 1999
- Misery Farm CDS - 1999
- All Dolled Up Like Christ (En vivo, doble) - 1999
- I Have A Special Plan For This World (ambientación sonora de un cuento de Thomas Ligotti) - 2000
- Immortal Bird CDS - 2000
- Sleep Has His House - 2000
- Faust - 2000
- The Great in the Small - 2001
- Cats Drunk On Copper (En vivo) - 2001
- Hot Buttered Xhol - 2001
- This Degenerate Little Town - 2001
- Some Soft Black Stars Seen Over London (En vivo) - 2001
- Music for the Horse Hospital - 2002
- Maldoror is Dead - 2002
- The Seahorse Rears to Oblivion CD - 2003
- Black Ships Ate The Sky CD - 2006
- Aleph At Hallucinatory Mountain CD - 2009